# Crkva sv. Benedikta na Marjanu
Ruševine crkve sv. Benedikta na Marjanu, ostaci nekadašnje crkvice na sjevernoj strani Marjanskom poluotoku, nalaze se na predjelu uvale Bene koja je dobila svoje ime po ovoj crkvi.

## Opis
Vanjska je dužina crkve iznosila 8,20 m, a vanjska širina 4,60 m. Debljina zidova bila je 60 cm. Vanjske bočne plohe crkve bile su raščlanjene plitkim nišama (pet na svakome zidu). Unutarnje raščlanjenje ostaje nepoznato zbog maloga stupnja sačuvanosti, ali se prema ostatcima žbuke pretpostavlja trodijelna podjela s dvama parovima unutrašnjih lezena. Na temelju ulomaka liturgijskoga namještaja (ulomak kapitela oltarne ograde sa stepenastom profilacijom) i karakterističnih plitkih niša koje raščlanjuju vanjske plohe, crkva se datira u 11. stoljeće. Izvan crkve pronađeni su ostatci pokojnika ukopanih direktno u zemlju te se pretpostavlja postojanje manjega groblja formiranog oko crkve.

## Otkriće i restauracija
Arheološkim istraživanjima 2002. i 2004. otkriveni su i konzervirani ostaci crkve izgrađene krajem 11. ili početkom 12. stoljeća, s polukružnom apsidom na istočnoj strani. Oltarni stup s rupama za moćnik vraćen je na originalno mjesto unutar ostataka crkve. Vanjski oblik apside nije bilo moguće utvrditi. Pretpostavljen je i rekonstruiran pravokutni oblik jer je znatno više rasprostranjen u ranosrednjovjekovnoj Dalmaciji.
Pokretni arheološki materijal pohranjen je u Muzej hrvatskih arheoloških spomenika u Splitu. Nakon istraživanja izvorni temeljni ostatci crkve konzervirani su i prekriveni geotekstilom, a iznad su restaurirani zidovi do otprilike pola metra visine. Restauriran je i oltarni stipes koji je postavljen na pretpostavljeno prvobitno mjesto. Ostatci crkve vraćeni su i u kultnu funkciju na blagdan sv. Benedikta, 11. srpnja, 2004. godine. 

## Povijest
U povijesnim izvorima, crkva se prvi put spominje 1362. godine u vizitaciji Nikole iz Augubija, a iz vizitacije splitskog nadbiskupa Foconija († 1602.) doznaje se da je bila devastirana još u 16. stoljeću. U povijesnim izvorima crkva se spominje na lokaciji in Monte Seranda, de Monte,
suplus monlem Mergnani i de Mergnano prope ripam maris. U 17. stoljeću zabilježeno je njezino ruševno stanje, a krajem 18. stoljeća crkva je bila sasvim porušena i poslije zatrpana pod marjanskom cestom. U popisu ranosrednjovjekovnih crkava u Dalmaciji, među više od četiri stotine zabilježenih naslovnika, ime sv. Benedikta iznimno je rijetko, a splitska crkva sv. Benedikta na Marjanu pripada tim rijetkim primjerima.

## Zaštita
Pod oznakom Z-6122 zavedeni su kao nepokretno kulturno dobro - pojedinačno, pravna statusa zaštićena kulturnog dobra, klasificirano kao "arheološka baština".

## Vanjske poveznice
- Crkve na Marjanu - marjan-parksuma.hr  Arhivirana inačica izvorne stranice od 14. siječnja 2018. (Wayback Machine)
- Marjanske crkvice - visitsplit.com
- Marasović, T. i Marasović-Alujević, M. - Srednjovjekovni predio Bene u Splitu